# Mirosław Gajewski-Ostoja
Mirosław Gajewski-Ostoja, Ostojewski, pseudonim Mir (ur. 22 grudnia 1867 w guberni kijowskiej, zm. 28 lipca 1931 w Warszawie) – polski malarz, autor karykatur, dziennikarz.
Urodził się w rodzinie inżyniera Józefa i Bronisławy z d. Trzaska-Zakrzewskiej. Uczył się w gimnazjum realnym w Charkowie, a po zdobyciu wykształcenia średniego studiował malarstwo, m.in. u Ilji Riepina. Tworzył głównie rysunki, m.in. węglem oraz pastele, choć jest też autorem akwarel i obrazów olejnych. Specjalizował się w portretowaniu postaci lub twarzy ludzkich, w tym zwłaszcza licznych karykatur. Prowadził też działalność dziennikarską, pisząc o sztuce i literaturze oraz pisarską (jest autorem m.in. tomu wierszy "Strofy o hardym paniczu", 1921). Współpracował z wieloma czasopismami, przede wszystkim z Miesiącem Ilustrowanym, gdzie regularnie publikował zarówno teksty, jak i ilustracje, ponadto m.in. z Gazetą Warszawską i Gazetą Poranną. Był członkiem kabaretu Momus. Często posługiwał się pseudonimem artystycznym Mir. 
Wielokrotnie wystawiał swoje prace w Towarzystwie Zachęty Sztuk Pięknych, a zwłaszcza w Salonie Krywulta. Rysunki lub obrazy artysty znajdują się w kolekcjach Muzeum Narodowego w Warszawie i Muzeum Narodowego w Krakowie.